# Zelandotipula serratimargo
Zelandotipula serratimargo är en tvåvingeart som beskrevs av Alexander 1970. Zelandotipula serratimargo ingår i släktet Zelandotipula och familjen storharkrankar.
Artens utbredningsområde är Guatemala. Inga underarter finns listade i Catalogue of Life.